# Café

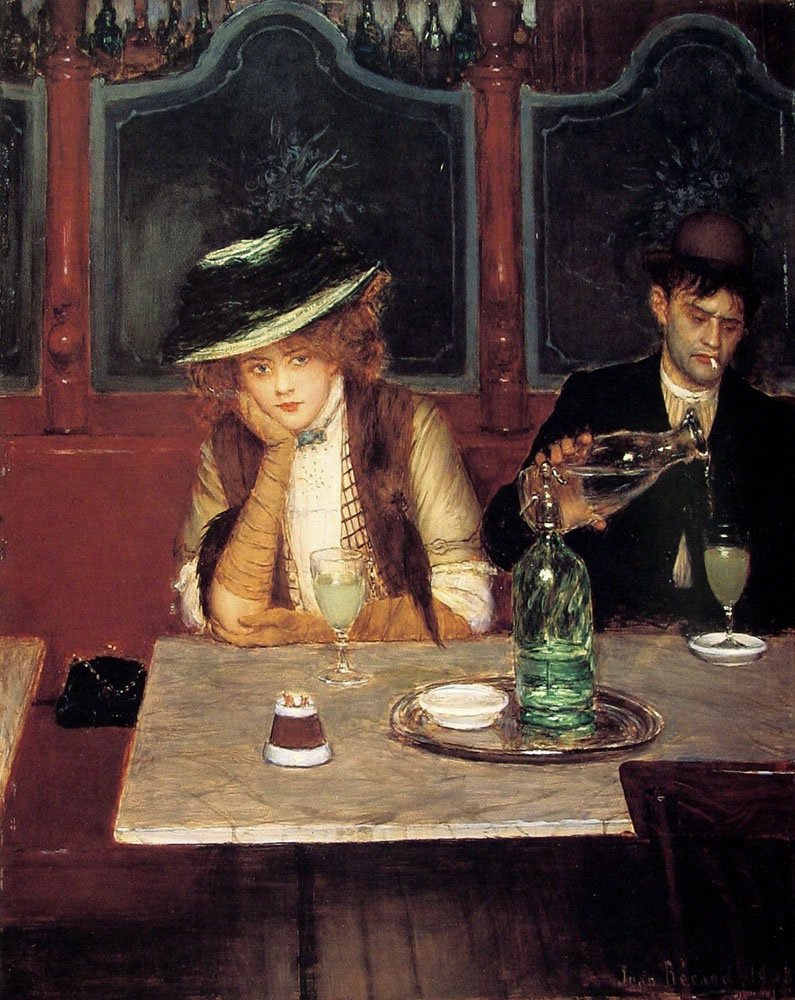
Café anno 1908, door Jean Béraud

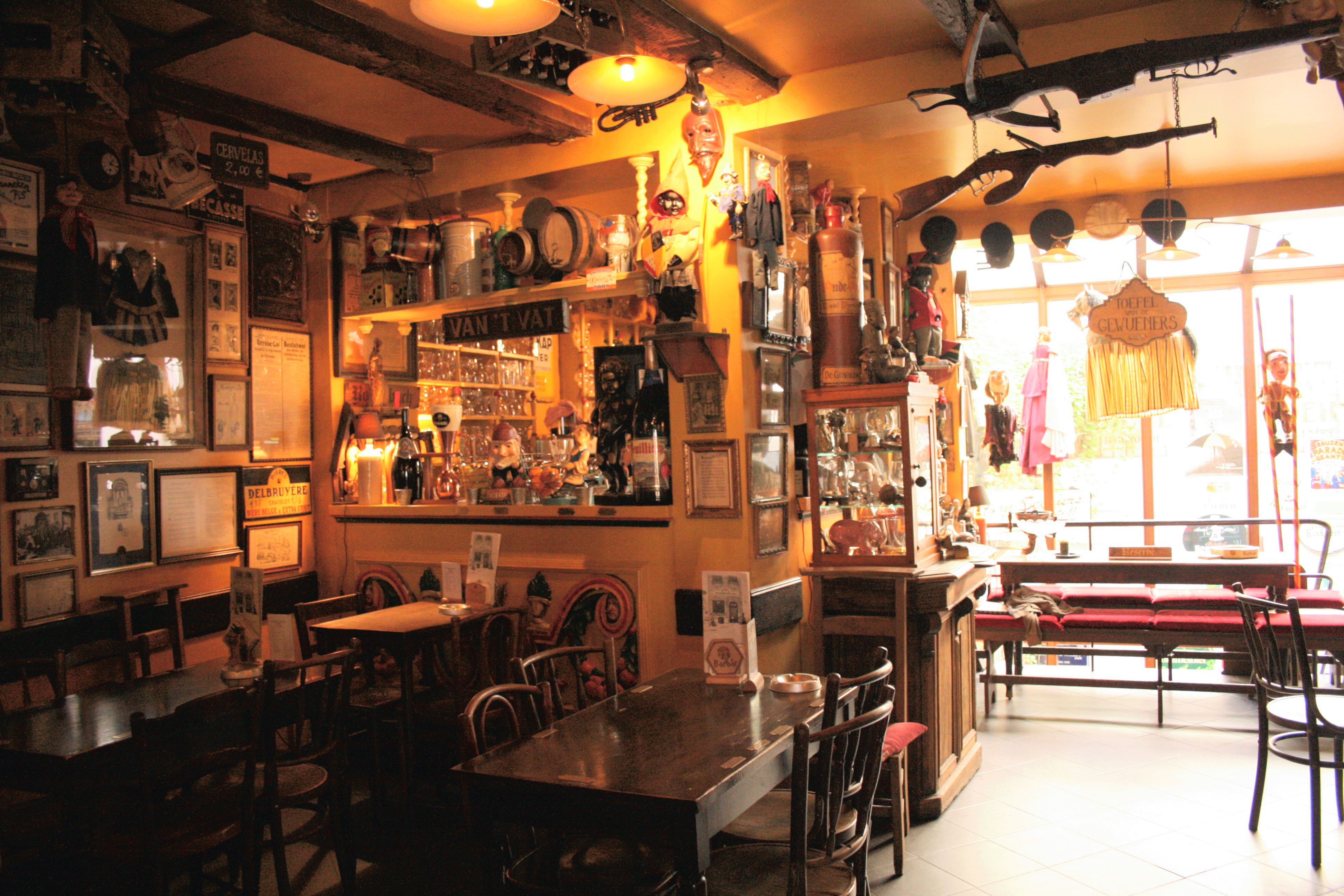
Café "Le Poechenellekelder" in Brussel

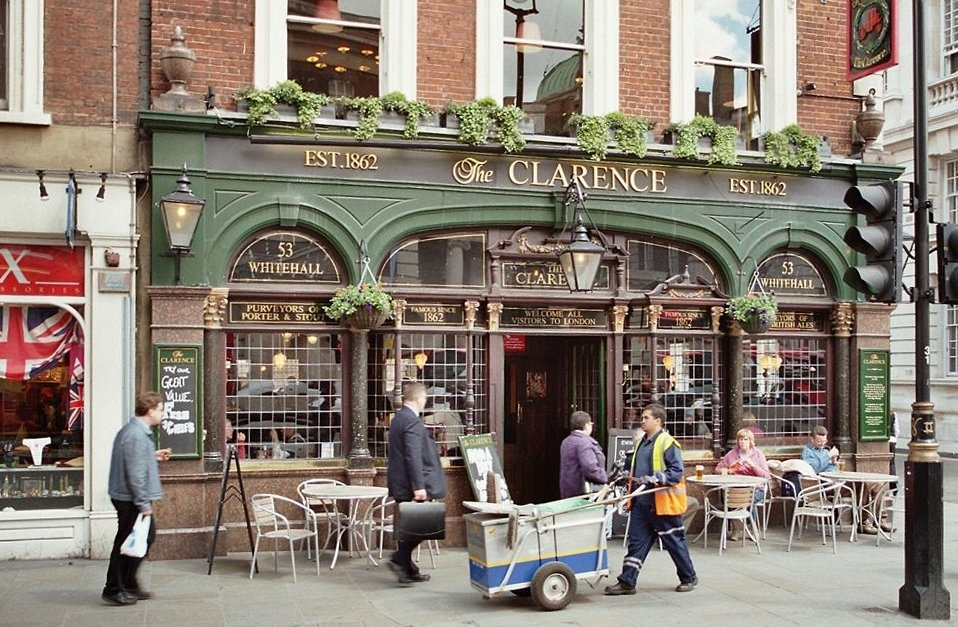
Een typisch Engelse "pub" in Londen

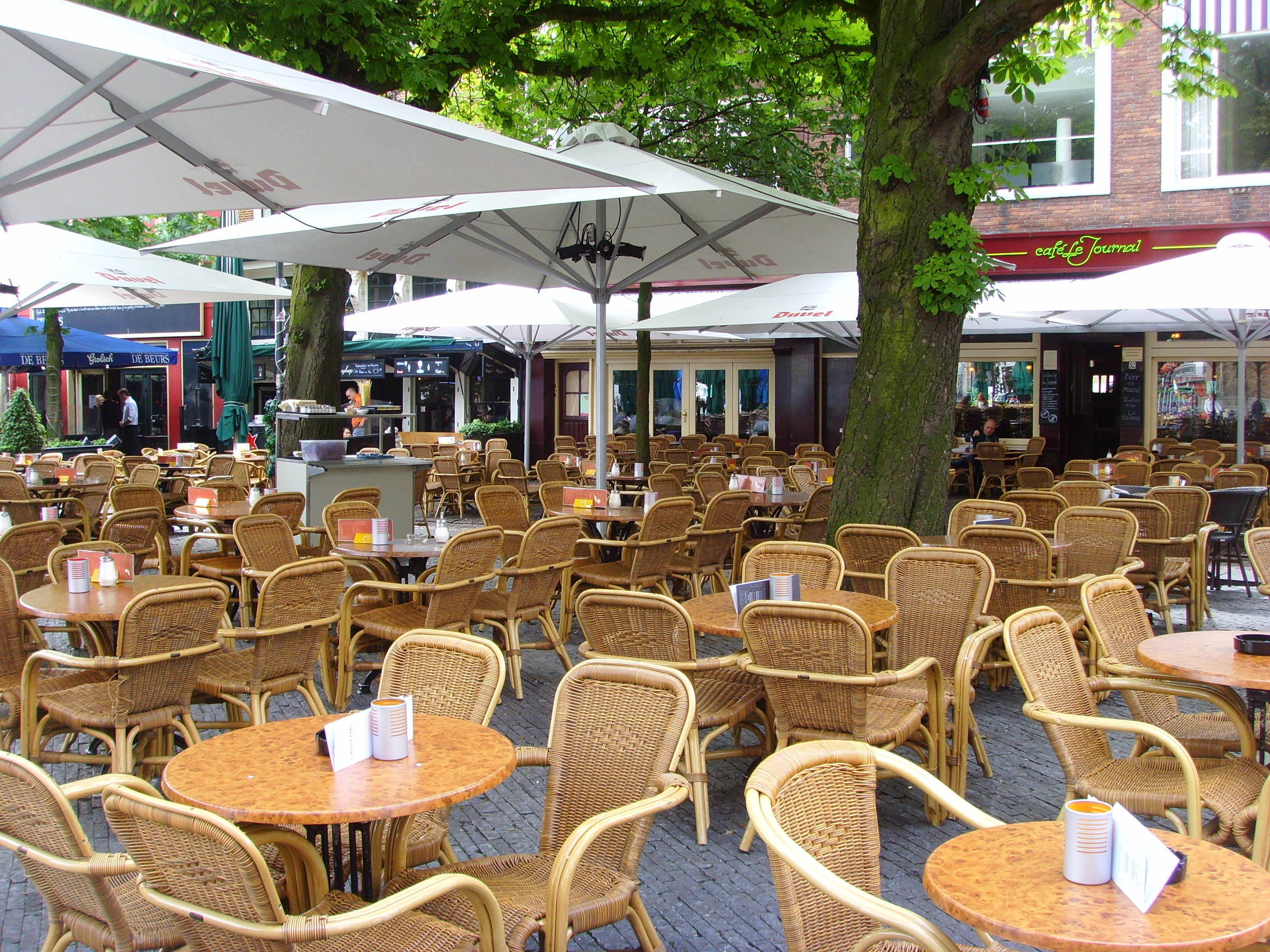
Caféterras in Utrecht

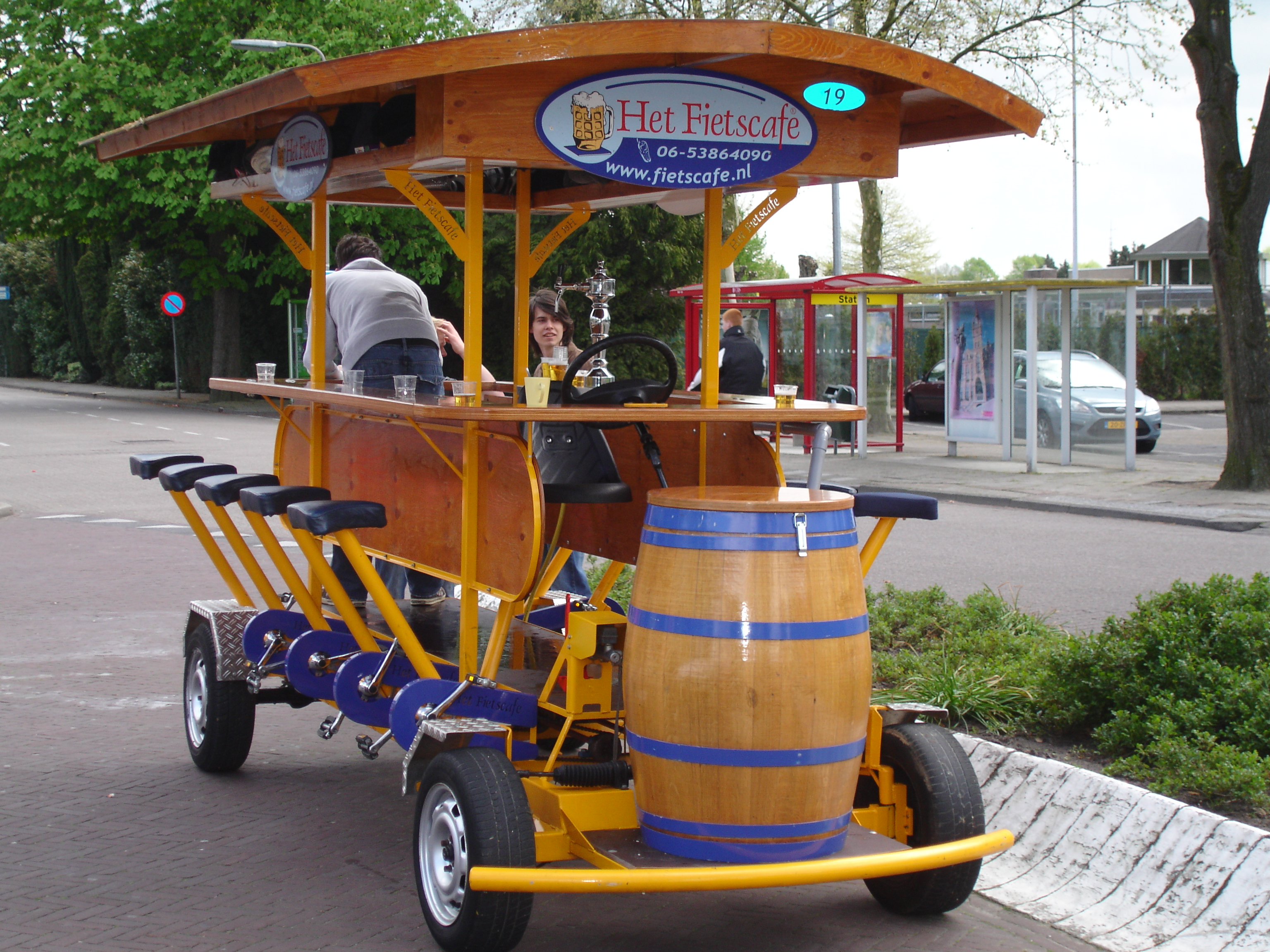
Een "fietscafé" in Wierden

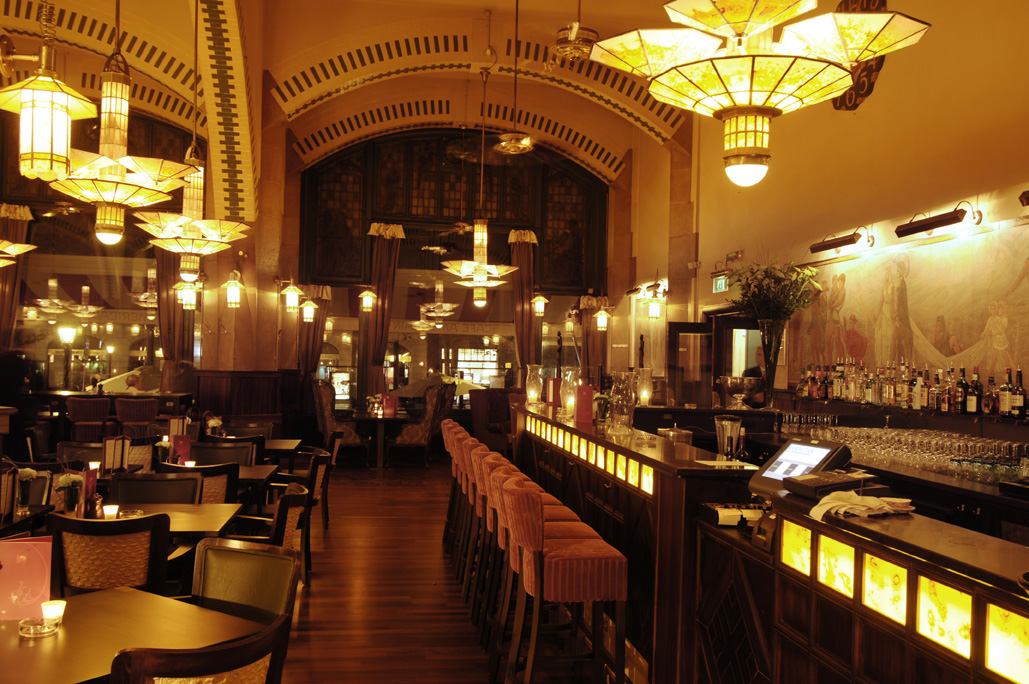
Interieur van Grand Café Americain in Amsterdam

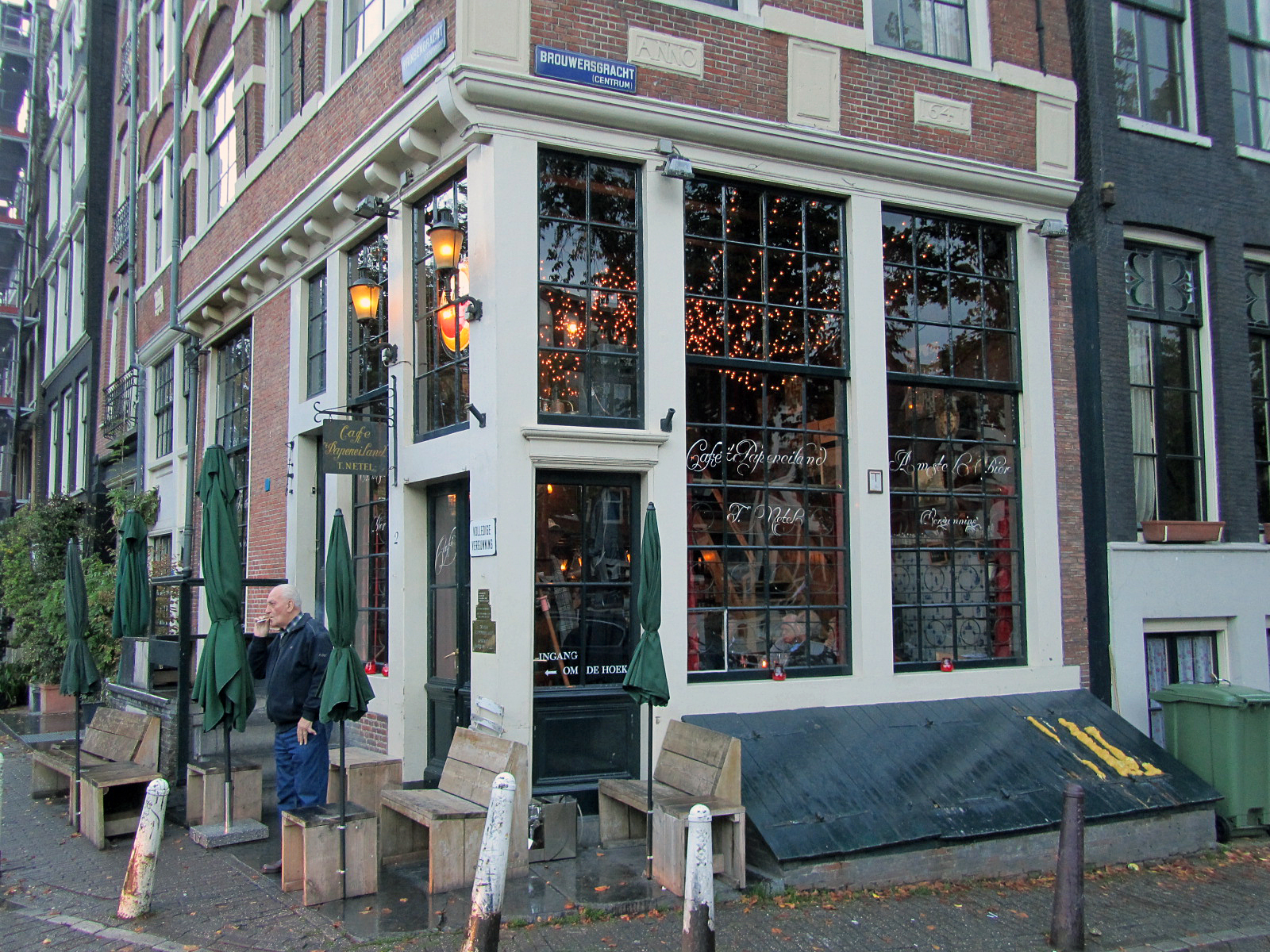
Café Papeneiland, een typisch Amsterdams bruin café, met de naam in het kenmerkende lettertype op de ramen geschilderd

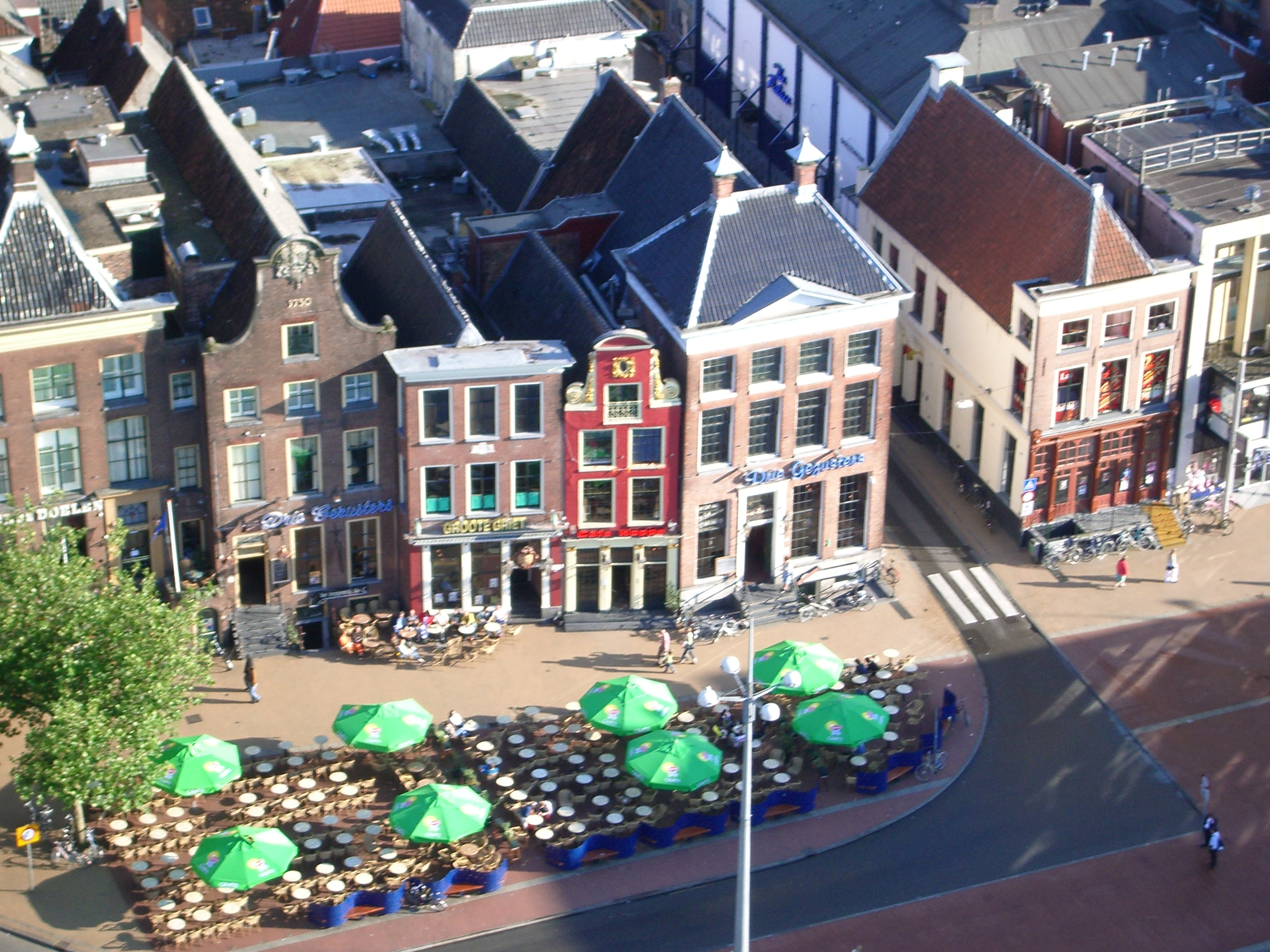
Het cafécomplex De Drie Gezusters in Groningen

Een café, ook wel kroeg, knijp en bar genaamd, is een uitgaansgelegenheid waar dorpse of stadse zaken worden besproken onder het genot van allerlei soorten drank (sterke drank, wijn, bier, koffie, thee, frisdrank). Samen met hotels en restaurants worden cafés ook wel de horeca genoemd.
De eerste cafés ontstonden in de 17e eeuw als koffiehuizen. Het woord café is dan ook het Franse woord voor koffie. Geleidelijk aan gingen ook kroegen waar men vooral bier dronk zich café noemen en ontstond een grote variëteit aan cafés. De bekendste soorten cafés zijn het bruine café, het grand café, het eetcafé en de cocktailbar.
Cafés vervullen vaak een belangrijke sociale functie als plaats waar stamgasten elkaar ontmoeten aan de bar of aan de stamtafel, of waar men regelmatig langsgaat op een avondje uit.

## Terminologie
In de geschiedenis is de naamgeving van het woord koffiehuis en café van betekenis veranderd, van een locatie waar vooral koffie gedronken wordt, naar een plek waar vooral alcoholische drank wordt gebruikt. Dezelfde verandering van betekenis ziet men bij het woord coffeeshop, dit woord duidt in het Nederlands geen gelegenheid aan waar vooral koffie gedronken wordt, maar is een plaats waar softdrugs kunnen worden gekocht en gebruikt.
In Vlaanderen is het woord kroeg minder gebruikelijk, naarmate men westwaarts gaat. Café en stamcafé komen er in de omgang het meest voor. Volkshuizen, huizen van arbeiderspartijen, en kringen, huizen van de kerkfabriek, hebben ook de structuur van een café, maar hebben aanvullend lokalen voor studie- en culturele doeleinden.
Voor het bezoeken en de bezoekers van cafés kent de Nederlandse taal onder meer de volgende woorden:
- (elf)kroegentocht - tocht als groepsamusement van de ene kroeg naar de andere.
- Kroeglopen - het regelmatig binnenlopen bij kroegen.
- Kroegtijger - een persoon die vaak in een café zit.
- Tooghanger - iemand die geregeld in een café blijft hangen.
- Stamgast - vaste gast.
- Stappen - een avondje uitgaan, waarbij cafés en/of discotheken bezocht worden.
- Uitgaan - het bezoeken van een of meerdere cafés en/of andere uitgaansgelegenheden.

## Geschiedenis
Vóór de 16e eeuw bestonden geen kroegen zoals we die nog kennen. Er waren herbergen, logementen en taveernes die gericht waren op het bieden van eten, rust en onderdak aan reizigers, maar ook de eigen stadsbewoners bezochten herbergen. Jan Steen en Adriaen Brouwer schilderden heel wat interieurs van zulke drankgelegenheden.
Halverwege de 17e eeuw begon de opmars van koffie in Europa. Dit resulteerde in het ontstaan van koffiehuizen voor de meer welgestelden uit eigen stad. Hiervan is de term café, het Franse woord voor koffie, afkomstig. Hoe elitair de koffiehuizen aanvankelijk waren blijkt uit het feit dat er in 1806 in Amsterdam 25 koffieschenkerijen waren, naast 1763 kroegjes die bier en andere alcohol schonken. Deze zaakjes werden destijds tapperijen of bierhuizen genoemd. Omdat koffiehuis een betere naam had, gingen steeds meer kroegen zich zo noemen.

### 19e-eeuwse cafés
De bruine kroeg ontstond begin 19e eeuw, toen meer en meer mensen als extra kostwinning hun voorkamer inrichtten als plaats waar mensen iets konden drinken. In zulke vaak piepkleine huiskamercafés kon de vrouw dan het inkomen van een geregeld werkloze man aanvullen. In Vlaanderen was op het einde van de 19e eeuw een op de zes huizen zo'n drankhuis.
In Nederland mocht nagenoeg iedereen tappen, totdat in 1881 de "Wet tot reguleering van de handel in sterken drank en van de beteugeling van openbare dronkenschap" een tamelijk dure vergunning verplicht stelde. Bovendien mochten daarvan in de grootste steden maximaal 500 worden afgegeven. Dit is het begin van een professionalisering van de horecasector.
De Belgische Wet Vandervelde uit 1919, die sterkedrank in cafés verbood, moest het alcoholisme onder de verpauperde bevolking tegengaan, maar de bieren kregen een hoger alcoholpercentage. De traditionele inrichting van de bruine kroeg, met kleedjes op tafel en lampjes aan de muur, is vaak intact gebleven.
Naast de bruine cafés ontstonden in de jaren 1880 naar Duits voorbeeld de "bierhallen", grote zalen met veel marmer en spiegels, die gespecialiseerd waren in een nieuw, licht soort bier afkomstig uit het Boheemse industriestadje Pilsen en dat om die reden pils genoemd werd.
Rond 1900 werden oude koffiehuizen omgevormd tot de eerste grand cafés, vaak uitgevoerd in de jugendstil en later art-decostijl. Bekende voorbeelden in Amsterdam zijn Bodega Keijzer aan de Van Baerlestraat, Mille Colonnes, Schiller en De Kroon op het Rembrandtplein en het Café Américain op het Leidseplein. In Haarlem werd Brinkmann aan de Grote Markt een van de grootste café-restaurants van Europa. Hiermee kwam de scheiding tussen kroegen voor het volk en cafés voor de middenklasse pas goed op gang.
Bij veel bruine kroegen in Amsterdam was de naam in een heel eigen lettertype op het raam geschilderd. Dit gekalligrafeerde lettertype werd in de jaren vijftig ontworpen door Jan Willem Visser, die als freelancer voor Amstel Bier de caféramen beschilderde. Later werd deze taak overgenomen door Leo Beukeboom, de letterschilder van Heineken. In 2012 was dit lettertype nog bij 20 cafés te zien.
Vanaf 9 juni 1966 zijn er in Nederland vanuit de rijksoverheid regels gesteld aan de inrichting. Een café moet minimaal een oppervlakte hebben van 35 m², aparte toiletten voor mannen en vrouwen en er worden eisen gesteld onder meer aan de hoogte van de zaak. De kleine huiskamerkroegen moesten hierdoor sluiten. Een bekende uitzondering op deze wet is het kleinste café van Nederland, De Moriaan in Maastricht, met een oppervlakte van nog geen 25 m².

### Moderne cafés
Begin jaren tachtig ontstonden in Amsterdam "witte cafés", zo genoemd omdat zij, anders dan de bruine cafés, een modern, strak en licht interieur hadden. De eerste voorbeelden daarvan waren de cafés Oblomow en April in de Reguliersdwarsstraat. Met laatstgenoemde zaak werd ook de homohoreca openlijk toegankelijk, nadat die tot dan toe verborgen en voor buitenstaanders gesloten was geweest.
Vanaf de jaren tachtig werden een reeks grote en bekende cafés in Groningen en Amsterdam geleidelijk aan opgekocht door de Groningse horeca-ondernemer Sjoerd Kooistra. Met uiteindelijk ongeveer 50 zaken was hij tot zijn overlijden in 2010 de grootste café-eigenaar van Nederland. Hij was vooral bekend door grote en populaire cafés in negen steden, die allemaal de naam De Drie Gezusters droegen.
Naar het voorbeeld van de Amsterdamse Supperclub kwamen rond het jaar 2000 loungebars in de mode: moderne en strak ingerichte zaken waar men kan loungen onder het genot van cocktails en rustige loungemuziek. Door het toenemend aantal van zulke moderne cafés voor een jonger en trendgevoeliger publiek neemt het aantal ouderwetse bruine buurtcafés langzaam maar zeker af. Daarnaast leidden al dan niet vermeend hogere prijzen als gevolg van de invoering van de euro en een verschuiving naar meer uit eten gaan, in Nederland aan het eind van de 20e en het begin van de 21e eeuw tot een afname van het aantal cafés, hoewel er grote regionale verschillen zijn.
Met de stijgende welvaart en de afname van de sociale controle door secularisering en individualisering gingen mensen in de grote steden steeds vaker uit en ontstond met name in Amsterdam vanaf de jaren 90 van de 20e eeuw een terrascultuur. Na de coronacrisis van 2020-2022 werd het buiten-zijn extra gewaardeerd en steeg de populariteit van terrassen nog sneller. In Amsterdam werd hierdoor het terras zelfs belangrijker dan de binnenruimte van het café, zodanig dat er zich in 2025 bij populaire terrassen wachtrijen vormden.

## Inrichting en sociale functie
Voor de aankoop van een café en/of het inventaris wordt vaak een lening afgesloten bij een grote brouwerij. Als zekerheid krijgt de brouwerij dan een pandrecht op het café-inventaris en heeft de uitbater een afnameverplichting van bier en frisdranken. Brouwerijen bezitten in Nederland 1 op de 6 cafépanden en treden ook op als verhuurders. In dat geval is het voor café-exploitanten erg moeilijk om onder de afnameverplichting van een brouwerij uit te komen.
Standaardinventaris voor een 'echte' kroeg zijn de bar (of toog) met hoge krukken, de tap en soms een biljarttafel. In negentig procent van de cafés stond eerder een gokautomaat. De inrichting kan verschillen, afhankelijk van de klandizie die de ondernemer wil trekken. H
De vaste klanten verzamelen zich in traditionele cafés vaak rond de bar of rond een grote tafel, die daarom de stamtafel wordt genoemd. Deze vaste klanten worden ook wel "stamgasten" genoemd, en het café is hun "stamkroeg" of "stamcafé". Een stamgast kent het bedienend personeel bij de (voor)naam, en ook de namen van andere stamgasten zal hij of zij kennen. Omgekeerd weet het personeel wat de klant drinkt. Bij zijn binnenkomst wordt zijn consumptie ongevraagd voor hem klaargezet – een gebaar van zijn hand is voldoende. Daardoor voelt hij zich vertrouwd en thuis in het café en beschouwt het personeel en de andere vaste klanten als goede kennissen.
Wanneer één persoon drankjes voor een hele groep betaalt, dan noemt men dat een "tournée" of een "rondje" en als iemand voor alle aanwezigen betaalt een "tournée générale" of een "rondje voor de hele zaak". Dit kan worden aangekondigd door het luiden van een bel, die daartoe in veel cafés bij de bar hangt. Om meer klanten te trekken wordt in bepaalde cafés op vaste tijden ook wel een happy hour gehouden, waarbij men doorgaans twee drankjes voor de prijs van één krijgt.
Tot het midden van de 20e eeuw was het, met name in zuidelijk Nederland, niet ongewoon om overledenen in een plaatselijk café op te baren, vaak op de biljarttafel. Zo refereert de naam van het Sittardse café "'t Sjterfhoes" (het sterfhuis) nog aan deze tijd en werd uitbaatster Bet van Beeren van het Amsterdamse homo/lesbische Café 't Mandje na haar overlijden in 1967 ook nog op het biljart opgebaard.
Het is en was niet ongebruikelijk na het werk, voor het naar huis gaan, eerst de kroeg te bezoeken, zeker in de tijd dat loon aan het eind van de week of maand nog in harde valuta in het loonzakje werd uitbetaald. Overigens staat tegenwoordig in de Nederlandse drank- en horecawet dat werkgevers hun personeel niet in een café mogen uitbetalen, horecaondernemers uiteraard uitgezonderd.
In komische televisieseries en strips zijn ook stamgasten te vinden. Zo draait de strip Stamgasten van de Nederlandse tekenaar Toon van Driel om de belevenissen van aangeschoten wild, en speelt de Amerikaanse televisieserie Cheers zich vrijwel geheel af in een café. Stamgasten in dit café zijn onder meer de postbode Cliff Clavin en de psychiater Frasier Crane. Ook 't Schaep met de 5 pooten, een komische Nederlandse televisieserie die van 1969 tot 1970 werd uitgezonden, draaide om de gasten van een stamcafé.

## Soorten cafés
Overeenkomstig de klandizie die de eigenaar wil trekken en de manier waarop hij zijn café presenteert, zijn er verschillende 'soorten' cafés ontstaan. Onderscheid wordt gemaakt naar inrichting, publiek, personeel en muziekkeuze. Het is mogelijk dat het café een ander publiek trekt dan de ondernemer aanvankelijk voor ogen had. Homobars trekken bijvoorbeeld ook regelmatig heteroseksuelen aan.

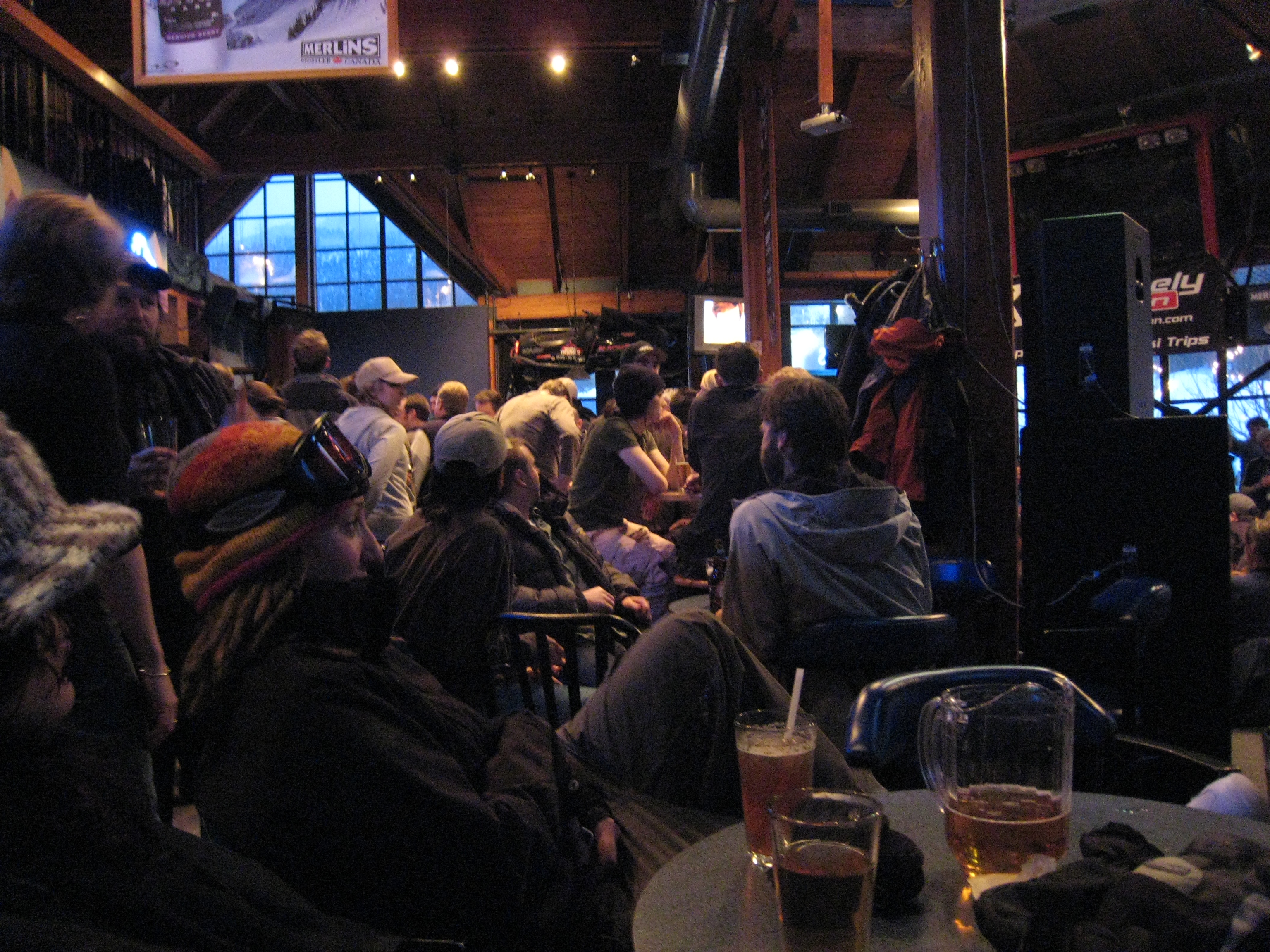
Après-skihut in Canada

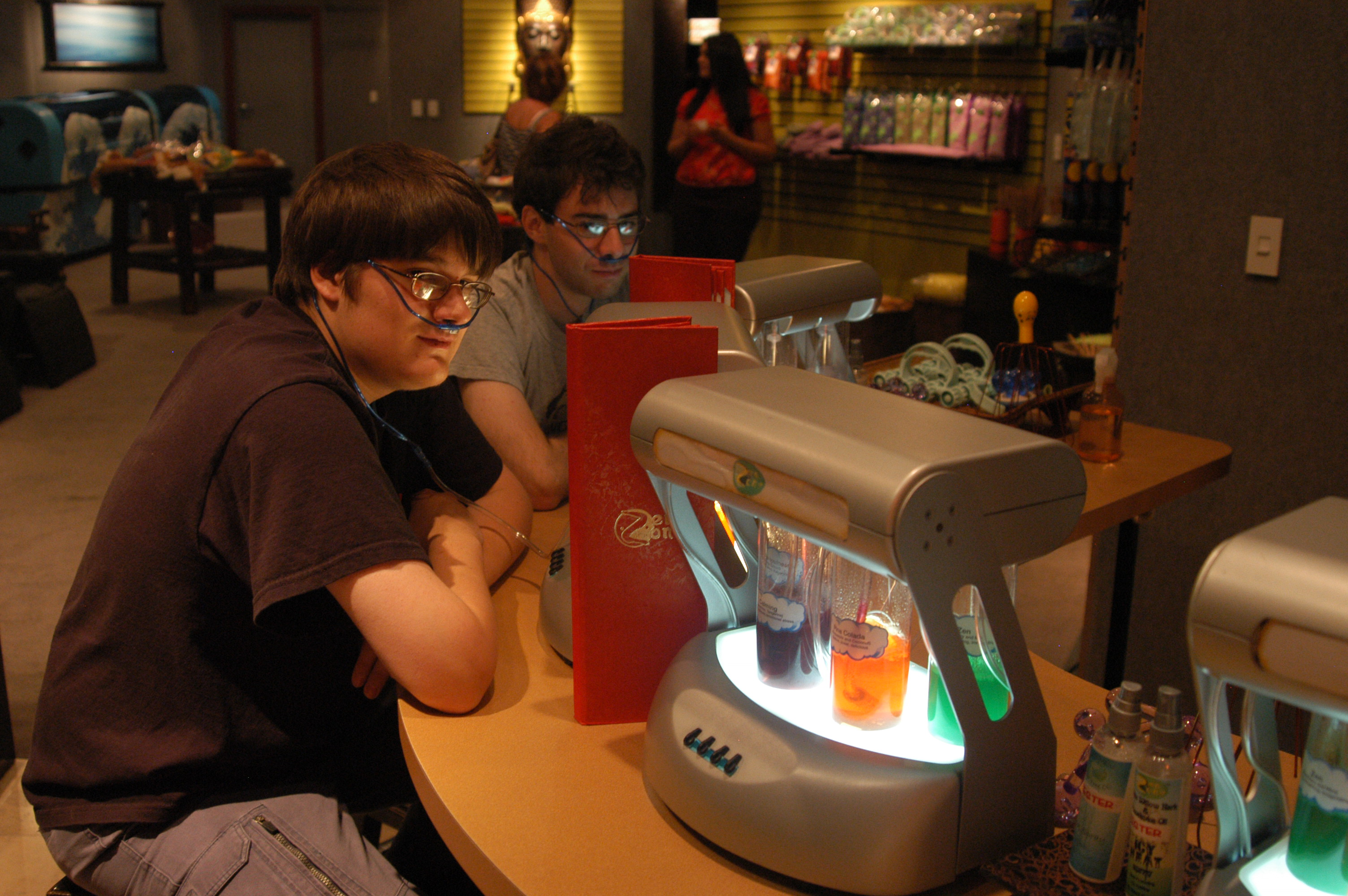
Interieur van een zuurstofbar

- Animeerbar: een café waar 'animeermeisjes' eerst dure drankjes met potentiële klanten drinken.
- Après-skihut: een café dat de sfeer van après-ski nabootst door middel van de inrichting en muziekkeuze.
- Biercafé: een café gespecialiseerd in ambachtelijke bieren.
- Bodega: een wijnbar.
- Brasserie: een café waar behoorlijke maaltijden aangeboden worden.
- Bruin café: een ouderwets ingericht café met schaarse verlichting en veel (donkerbruin) hout in de inrichting.
- Cocktailbar: een café dat zich specialiseert in cocktails. Vaak is de inrichting moderner, met veel glas.
- Countrybar / Western Saloon: een in wildweststijl ingericht café.
- Danscafé: een café met dansvloer.
- Eetcafé: een café met in het begin van de avond geopende keuken met een 'kleine' kaart.
- Feestcafé: een café met populaire muziek om op te dansen, vaak gericht op jongeren.
- Grand café: groot, laagdrempelig café met een zekere grandeur, vaak met een leestafel.
- Homobar: een café waar voornamelijk homoseksuelen komen of die zich presenteert als ontmoetingsplaats voor homoseksuelen.
- Host-/hostessbar: een café met jongens en meisjes in dienst die de klanten vermaken door met ze te praten. Dit is vooral gebruikelijk in Japan. In sommige gevallen kan dit uitlopen op (verkapte) prostitutie.
- Hotelbar: een bar die onderdeel uitmaakt van een hotel.
- Huiskamercafé: een café met de huiselijke charme van een huiskamer.
- Internetcafé of cybercafé: een plaats waar men tegen betaling op een computer kan internetten.
- Irish pub: een café dat zich als Iers presenteert en waar meestal Guinness (als tapbier) geschonken wordt. Hoewel Ierse pubs het meest voorkomen, bestaan ook cafés die zich naar een ander land presenteren, zoals Scottish pubs, Latina bars, etc.
- Kabberdoes, ook kaveet, kriebelkot, hoerenkot: een café waar prostituees aanwezig zijn.
- Karaokebar: een café met karaokefaciliteiten.
- Kattencafé: café speciaal voor kattenliefhebbers waarin katten vrij rondlopen.
- Leerbar: een café voor homoseksuele mannen met een leerfetisjisme en dat vaak ook over een darkroom beschikt.
- Loungebar: een café met moderne, strakke inrichting, waar men kan loungen onder het genot van cocktails en loungemuziek.
- Nachtcafé, een café dat na reguliere horecasluitingstijden legaal geopend is.
- Piratencafé: een café waar etherpiraten samenkwamen.
- Podiumcafé: een café waar optredens plaats vinden.
- Pop-up café: een tijdelijk café, soms op een bijzondere locatie.
- Schaakcafé: een café waar kan worden geschaakt
- Shishabar of shishalounge: een café waar waterpijp gerookt kan worden en dat zich doorgaans richt op mensen van Noord-Afrikaanse, Arabische en Turkse komaf.
- Speakeasy: een bar die, om een alcoholverbod te omzeilen, van buitenaf niet als zodanig herkenbaar is.
- Spelletjescafé, een café gericht op het spelen van gezelschapsspellen.
- Studentencafé: een café dat zich richt op een studentenclientèle, vaak met lage bierprijzen.
- Taverne: een café met eerder huiselijke inrichting waar lichte maaltijden aangeboden worden.
- Tikibar: een café dat zich als exotisch presenteert en waar veel cocktails op de kaart staan.
- Veerhuis: een café waar kan worden gewacht tot men kan worden overgezet met een veer.
- Vrouwencafé: een café waar alleen vrouwen welkom zijn.
- Wijnbar: een café gespecialiseerd in wijnen.

Er bestaan gelegenheden die in de volksmond café of bar worden genoemd, maar eigenlijk niet hetzelfde zijn:
- Snackbar: een eetgelegenheid waar men voornamelijk snacks (friet, kroket, frikandel) kan kopen en nuttigen. In België nagenoeg hetzelfde als een frituur, op voorwaarde dat men binnen kan verbruiken. Indien enkel om mee te nemen, zowel in een gebouw als van een kraam: frietkot.
- Zuurstofbar: een gelegenheid waar men tegen betaling zuivere zuurstof kan inademen.

## Cafés in Nederland
In Nederland waren er volgens het CBS op 1 juli 2006 18.061 cafés gevestigd, op 1 januari 2014 nog 10.485. In 2016 telde Nederland nog 6.677 cafés en bars, een vijfde minder dan in 2010. Volgens gegevens van de Kamer van Koophandel is het aantal cafés in Nederland teruggelopen van 12.851 in 2013 naar 10.498 in 2023, een afname van gemiddeld meer dan 200 cafés per jaar.
Tussen 2020 en 2025 daalde het aantal cafés in Nederland van 6,6 naar 5,7 cafés per tienduizend inwoners. In 85% van de gemeentes deed zich een daling voor, het sterkst was die in de provincie Limburg met bijna 19%. De teruggang betreft vooral de ouderwetse, bruine cafés waar alleen drank geschonken wordt. Redenen voor het dalend aantal cafés zijn onder meer hoge kosten, tekort aan personeel of het niet kunnen vinden van overnamekandidaten.
Amsterdam is de stad met de meeste cafés, hoewel het aantal is teruggelopen van 1410 in het jaar 2000 naar 1021 in 2012. Daarbij zijn het vaak bruine buurtcafés die plaatsmaken voor hippe zaken met jonger publiek. De meeste Amsterdamse cafés (525) bevinden zich in het centrum. Van de steden met meer dan 100.000 inwoners had Maastricht de hoogste 'cafédichtheid' (21,3 per 10.000 inwoners).
Vanaf 1 juli 2008 geldt er in Nederland een wettelijk rookverbod, waardoor het verboden is om in horecagelegenheden te roken, omdat het personeel recht heeft op een rookvrije werkplek. Diverse kroegen in Nederland lapten dit verbod aan hun laars, omdat in kroegen traditioneel door de bezoekers, eigenaren en personeel veel gerookt wordt. Deze kroegen kregen te maken met boetes maar zijn medio 2009 onderhevig aan diverse rechtszaken. Andere cafés bouwden een aparte rookruimte, maar in veel gevallen moeten bezoekers die nog willen roken dat op het terras doen.
Per 1 januari 2014 werd de minimumleeftijd waarop alcoholische dranken gekocht of gedronken mogen worden verhoogd van 16 naar 18 jaar.

### Het beste café van Nederland
Jaarlijks stelt een vakjury voor het blad Misset Horeca de Café Top 100 samen. De winnaars van de  jaren 1994 - 2019 waren:

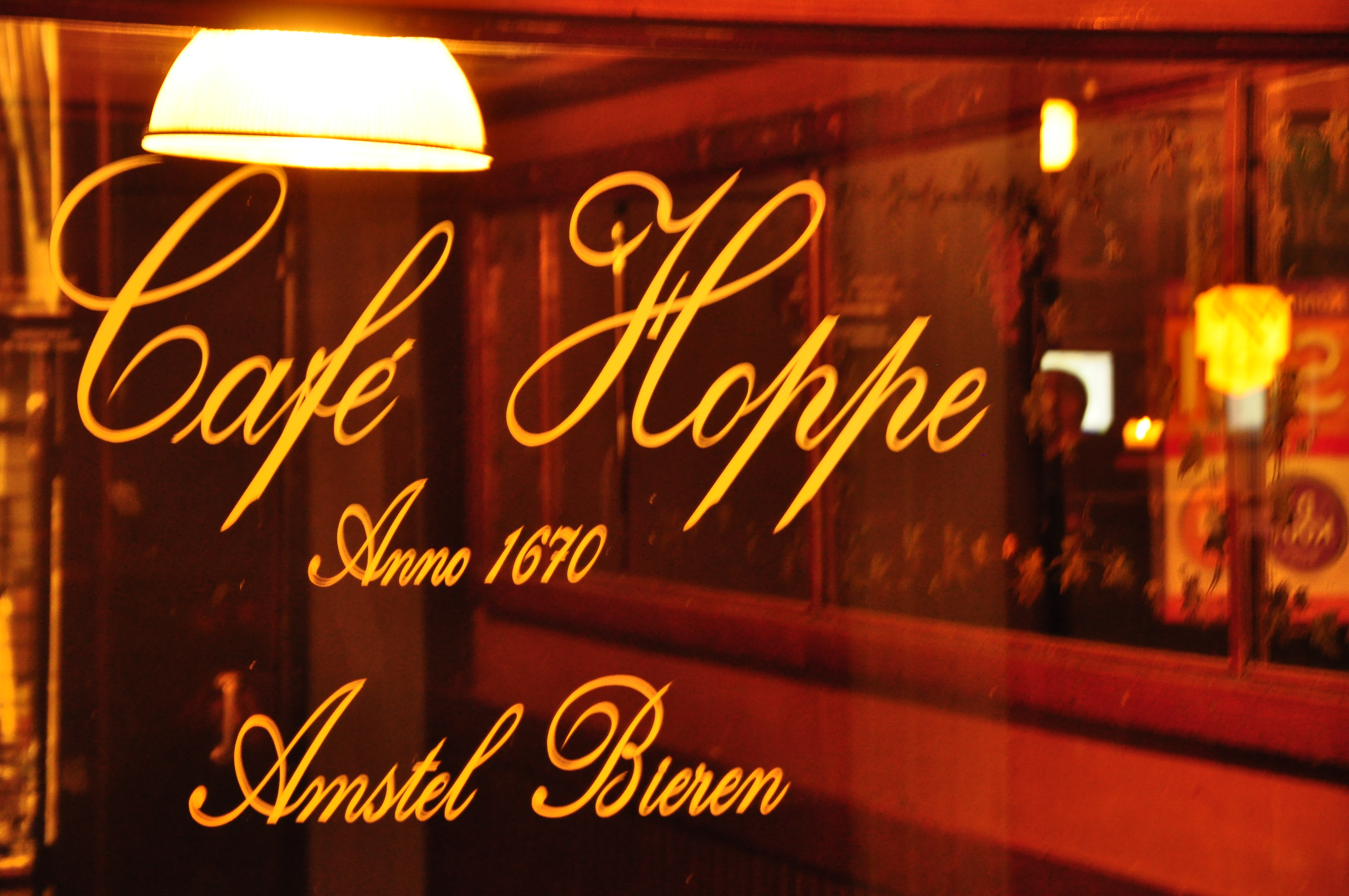

| - 2019 - Café Sijf, Rotterdam - 2018 - Huppel the Pub, Den Haag - 2017 - De Gekroonde Suikerbiet, Zierikzee - 2016 - In de Karkol, Maastricht - 2015 - In den Bockenreyder, Esbeek - 2014 - Café Groothuis, Emmen - 2013 - Belgisch Biercafé Olivier, Utrecht - 2012 - Café Hoppe, Amsterdam - 2011 - De Bôbbel, Maastricht - 2010 - De Groene Weide, Hoorn (Terschelling) - 2009 - De Beyerd, Breda - 2008 - Café Jos, Nijmegen - 2007 - De Wolthoorn, Groningen | - 2006 - Café Nobel, Ameland - 2005 - De Engel, Oldenzaal - 2004 - De Mug, Middelburg - 2003 - Anno 1890, Amsterdam - 2002 - De Poshoorn, Maastricht - 2001 - Ons Caffeej, Uden - 2000 - De Bank, Doetinchem - 1999 - De Gouden Engel, Schagen - 1998 - De Jaren, Amsterdam - 1997 - De Appel, Hengelo (O) - 1996 - In den Ouden Vogelstruys, Maastricht - 1995 - De Beyerd, Breda - 1994 - Anno 1890, Amsterdam |

## Cafés in België
In 1998 waren in België nog ongeveer 25.100 cafés. Sindsdien is een dalende trend waarneembaar in het aantal cafés. Eind 2005 waren er ongeveer nog 19.300 cafés gevestigd. Als uiting van de Belgische biercultuur zijn in veel cafés talrijke (speciale) biersoorten te krijgen.
Vanaf 30 juni 2011 geldt er een algemeen rookverbod in de Belgische horeca, tenzij in cafés die een aparte rookkamer met afzuiginstallatie hebben.
In België noemt men een café ook wel staminee, een woord dat niet is afgeleid van ¿Está mineta?, "Zijn er meisjes?", (zoals de Spanjaarden in de zestiende eeuw zouden gevraagd hebben), maar wellicht van stam, naar de gotische zuilen die dakconstructies stutten.

## Cafés in andere landen

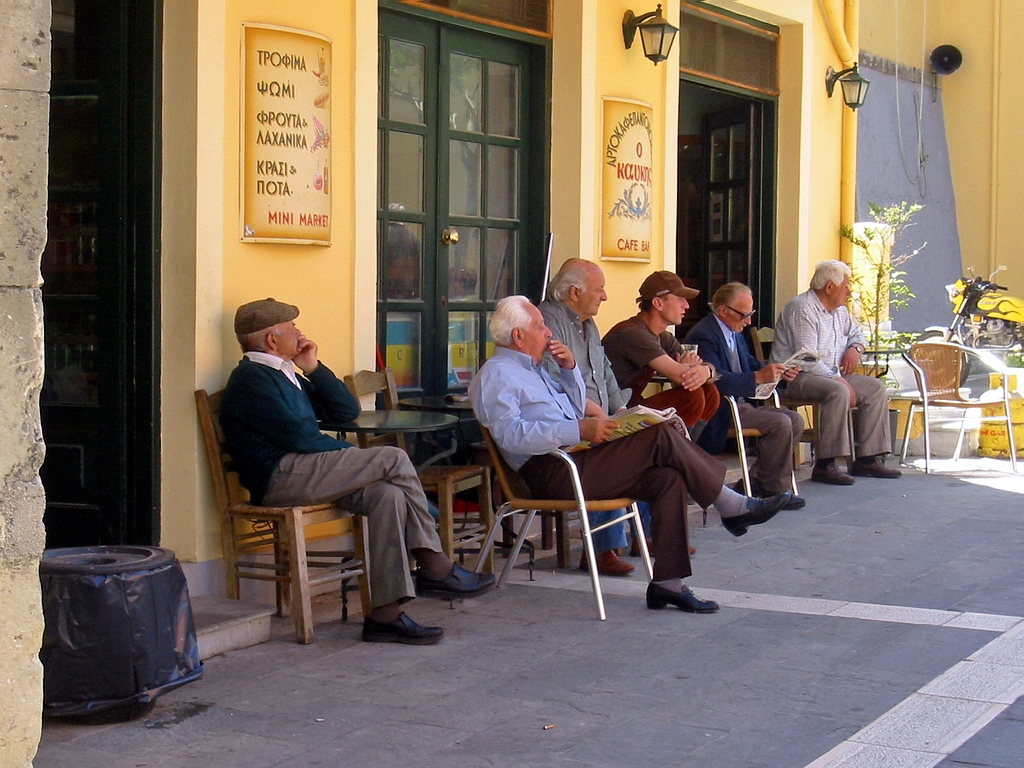
Een kafenion op Korfoe

- In Groot-Brittannië en Ierland spreekt men van de pub, een afkorting van public house. In de Verenigde Staten is het saloon.
- In Duitsland spreekt men van een Kneipe of Stammlokal (vaak met Stammtisch, de tafel van de stamgasten).
- In Griekenland spreekt men van een kafenion. Daar komen in de regel uitsluitend mannen, men kan er naast de geschonken drankjes soms een zeer eenvoudig maal nuttigen of een spelletje (bijvoorbeeld backgammon) doen.

Het meest noordelijke café ter wereld bevindt zich in Longyearbyen op de eilandengroep Spitsbergen, op 78°13′ noorderbreedte.